# Jeugd Parlement Jeunesse
Jeugd Parlement Jeunesse (JPJ) is een van de drie jeugdparlementen in België, naast het Vlaams Jeugd Parlement (VJP) en het Parlement Jeunesse Wallonie-Bruxelles (PJWB).
Het JPJ organiseert verschillende soorten evenementen met als doel om politieke participatie van jongeren te promoten, en om de verschillende taalgroepen van België in contact te brengen. Zo organiseert het JPJ sinds zijn oprichting in 2008 een jaarlijkse parlementaire simulatie in de Belgische Senaat, waarbij jongeren kennis maken met de werking van de Belgische democratie. Daarnaast organiseert het JPJ onder andere Schoolprojecten, maar ook verschillende debatten en conferenties. In 2023 vierde de vereniging haar 15-jarig bestaan.

## Simulatie
De parlementaire simulatie van het JPJ is het voornaamste project van de vereniging. Hieraan nemen jaarlijks ongeveer 120 jongeren van tussen de 18 en 26 jaar deel als parlementslid, lid van de Raad van State, of journalist. Deze simulatie vindt steeds plaats in de Belgische Senaat met uitzondering van 2024, wanneer het in de Kamer van Volksvertegenwoordigers wordt gehouden.. Deelnemers maken van dichtbij kennis met de werking van de Belgische democratie op het federale niveau en met het wetgevingsproces. De deelnemers zijn afkomstig uit heel België, waarbij elke deelnemer zijn eigen taal kan spreken.
De simulatie probeert een realistisch beeld te geven van het parlementair proces. Er wordt gedebatteerd over vier wetsontwerpen, opgesteld door jeugdministers, die vaak actuele onderwerpen behandelen, zoals gevangeniswezen, drugs, economie en ethiek. Deelnemende Volksvertegenwoordigers kiezen zelf bij welke van van de zes politieke partijen zij zich aansluiten. Deze partijen zijn echter fictief en vertonen geen gelijkenis met de werkelijke Belgische politieke partijen, in verband met het politiek neutrale karakter van de vereniging. Ook is er een simulatie van de Raad van State, bestaande uit studenten rechten, die deelnemende Volksvertegenwoordigers adviseren over juridische vraagstukken tijdens het wetgevingsproces.
Naast de Volksvertegenwoordigers, Staatsraden en journalisten ook ministers, commissievoorzitters en -secretarissen, en partijvoorzitters. Dit zijn leden van de vzw die voor deze functies zijn verkozen op de Algemene Vergadering. Hierbij wordt rekening gehouden met het meertalig karakter van de vereniging. Zo geldt er taalpariteit binnen de regering, met 2 ministers van beide taalgroepen, en wordt elke partij geleid door een tweetalig duo van partijvoorzitters. Binnen de commissies geldt er taalpariteit tussen de minister en de commissievoorzitter.
Tijdens de simulatie kunnen deelnemers zich in een van de drie landstalen uitdrukken. De debatten worden live vertolkt door student-tolken van de KU Leuven.

## Schoolproject
Het schoolproject is een educatief project van het JPJ dat openstaat voor klassen van het secondair onderwijs. Het omvat een eendaagse parlementaire simulatie binnen een van de verschillende parlementen van België, met als doel om scholieren kennis te laten maken met debat en het politieke proces.
Deelnemende scholieren kruipen in de huid van een parlementslid en debatteren over een fictief wetsontwerp dat voor deze gelegenheid werd opgesteld. Zij sluiten zich aan bij een van de drie klassieke partijen (links, centrum, rechts) en ontdekken zodanig de werking van een parlement, het wetgevingsproces, en de traditionele politieke stromingen. Leden van de vzw nemen deel als partijvoorzitters, ministers, of voorzitter van de vergadering.
Tijdens de dag wordt het wetgevingsproces doorlopen in een plenaire vergadering. Zo begint de dag met een artikelsgewijze bespreking, waarbij deelnemers vragen kunnen stellen aan de minister. Na een partijvergadering waarin de partijlijnen worden besproken, wordt er gedebatteerd over het wetsontwerp. Deelnemers hebben de mogelijkheid om amendementen in te dienen, die aan het einde van de dag worden gestemd.
Om een divers publiek te bereiken, besloot het Jeugdparlement dit jaar in samenwerking met de Senaat een nieuw project op te zetten voor leerlingen van 11 tot 12 jaar.

### Parlementen
De eerste editie van het Schoolproject vond plaats in 2019 in de Belgische Senaat. Het project werd in 2020 beloond met de prijs "Ere aan de participatieve democratie!" van het Brussels Parlement. Sindsdien heeft het Schoolproject plaatsgevonden in het Brussels Parlement. Net zoals de jaarlijkse simulatie van het JPJ, is het Schoolproject meertalig en worden de debatten live vertolkt in het Nederlands en Frans.
In 2023, ter gelegenheid van het vijftienjarig bestaan van de vereniging, is het Schoolproject uitgebreid naar andere parlementen in België. Zo hebben er naast het Brussels Parlement ook edities plaatsgevonden in het Vlaams Parlement, het Waals Parlement, en de Kamer van Volksvertegenwoordigers.

## Publiq
Het welsprekendheidstoernooi, met de naam "Publiq" is een nieuw project dat het JPJ lanceert samen met CIVIX. PubliQ is een welsprekendheids tornooi dat uniek is in België.
Het geeft voor de eerste keer de kans aan de Nederlandstalige en Franstalige jongeren van België om samen te komen voor een gemeenschappelijk doel en te debatteren over de fundamentele onderwerpen van onze maatschappij. Het geeft twee van onze landstalen de kans om samen te schitteren, en jongeren van over het gehele land dek ans om zich met een gemeenschappelijke stem uit te spreken over onze samenleving en al dat ons verbindt. Publiq wil niet exclusief zijn, en moedigt alle vormen van welsprekendheid aan. Dit is duidelijk in alle delen van de wedstrijd: de proeven bevoordelen geen enkele specifieke vorm van welsprekendheid en de jury komt altijd uit verschillende milieus. Slam, stand-up, pleidooien, alles krijgt zijn kans.
Sinds 2021 maakt Publiq niet meer deel van het Jeugd Parlement Jeunesse.

## Diplomatieke Simulatie
Naast de parlementaire simulaties van het JPJ, bestaat er sinds 2023 ook de diplomatieke simulatie! Het gaat hierbij om een wereldprimeur: een bilaterale simulatie in samenwerking met de vereniging van studenten Internationale Politiek aan de Universiteit van Ottawa.
Tijdens de simulatie kruipen de deelnemers in de huid van een diplomaat en vertegenwoordigen zij hun land tijdens internationale verdragsonderhandelingen. Zij staan in direct contact met hun buitenlandse gesprekspartners om te kunnen onderhandelen over een compromis dat voor beide landen gunstig is.
Hierbij kunnen zij een beroep doen op student-tolken van de KU Leuven, zodat de jeugddiplomaten zich kunnen uitdrukken in hun eigen taal. Ook worden zij gevolgd door een team van journalisten dat verslag legt van de onderhandelingen tijdens de dag.
De eerste editie vond plaats in maart 2023. Vanuit de zalen van de FOD Buitenlandse Zaken onderhandelden de Belgische deelnemers met hun Canadese gesprekspartners in de Senaat van Canada over een internationaal verdrag dat de handel en intellectuele eigendom van computerchips regelde.

## Events
Naast de verschillende parlementaire en diplomatieke simulaties voor jongeren wil het Jeugd Parlement Jeunesse zoveel mogelijk mensen informeren over politiek. Daarom biedt de JPJ sinds 2017 het hele academische jaar door evenementen aan die gericht zijn op een zo breed mogelijk publiek.
Om de doelen die ze onszelf gesteld hebben te bereiken, organiseren ze vier tot zes keer per jaar conferenties, panels, zomer universiteiten of debatten over onderwerpen die verband houden met de actualiteit of politiek.
Deze evenementen brengen Nederlandstalige en Franstalige sprekers samen die gespecialiseerd zijn in het onderwerp van het evenement en afkomstig zijn uit de academische wereld, de diplomatie, de politiek en de administratie. Deze diversiteit zorgt voor een verscheidenheid aan standpunten en stelt ons in staat om de ins en outs van elk van de behandelde onderwerpen te begrijpen.
Deze evenementen hebben verschillende vormen aangenomen. Ze hebben sprekers uitgenodigd om te debatteren over wetsvoorstellen uit hun simulatie, ze hebben nationale debatten georganiseerd over de toekomst van de politiek en ze hebben conferenties georganiseerd over actuele onderwerpen. Deze evenementen vonden plaats op zeer uiteenlopende locaties, waaronder de Université Libre de Bruxelles, de Katholieke Universiteit Leuven, Bozar en, meer recent, het Collège Belgique..

## Vereniging
Het Jeugd Parlement Jeunesse is een vereniging zonder winstoogmerk dat tot doel heeft om de kloof tussen jongeren en politiek te verkleinen, om jongeren van verschillende taalgroepen in contact te brengen, en om dialoog tussen jongeren met verschillende meningen aan te moedigen. De vzw heeft haar maatschappelijke zetel in Oudergem in Brussel.
Voormalige deelnemers aan de simulatie hebben de mogelijkheid om lid te worden van de vereniging. Hierbij wordt een onderscheid gemaakt tussen ondersteunende leden en effectieve leden. Alleen effectieve leden hebben stemrecht op de Algemene Vergadering, waar de verschillende functies binnen de vereniging en binnen de simulatie worden verkozen.
Het dagelijks bestuur van het JPJ omvat acht bestuurders, waaronder de voorzitter, de vicevoorzitter, en de penningmeester. Hierbij geldt taalpariteit binnen de Raad van Bestuur, en binnen het voorzitterschap. Sinds 2022 is het mogelijk om de voorzitter en vicevoorzitter tot covoorzitters te benoemen. Naast de bestuurders bestaan er verantwoordelijken, die de bestuurders ondersteunen in het uitoefenen van hun functie.

## Voorzitters
Het voorzitterschap van het Jeugd Parlement Jeunesse is de voornaamste functie binnen de vereniging. De voorzitter is zowel voorzitter van de Raad van Bestuur, waar hij een doorslaggevende stem heeft, als van het parlement gedurende de simulatie. Sinds 2009 wordt er ook een vicevoorzitter verkozen. Deze dient van de andere taalgroep dan de voorzitter te zijn. Sinds 2022 is het mogelijk om na de verkiezing van het voorzitterschap, in een tweede stemronde, de voorzitter en vicevoorzitter tot covoorzitters te benoemen.
De huidige covoorzitters zijn Dietrich Rosiers en Héloïse Leytens.
| Jaar | Voorzitter          | Vicevoorzitter        | Opmerkingen            |
| ---- | ------------------- | --------------------- | ---------------------- |
| 2007 | Philomène Gallez    | -                     |                        |
| 2008 | Tone Oeyen          | -                     |                        |
| 2009 | Riadh Bahri         | Marie Steffens        |                        |
| 2010 | Riadh Bahri         | Sophie Wustefeld      |                        |
| 2011 | Sophie Wustefeld    | Sanne Verschuren      |                        |
| 2012 | Pauline Delgrange   | Wouter Ollevier       |                        |
| 2013 | Thomas Van Hoornyck | Johanne Hage          |                        |
| 2014 | Zanna Vanrenterghem | Alexandre Theys       |                        |
| 2015 | Carlo Lagae         | Martin de Montigny    |                        |
| 2016 | Mathilde Quetiaux   | Yassin Moustahfid     |                        |
| 2017 | Henri De Plaen      | Daphné Van der Eycken |                        |
| 2018 | Rodolphe Dulait     | Paulien Debu          |                        |
| 2019 | Rémy Pigeon         | Hannah Mattys         |                        |
| 2020 | Dries Martens       | Aurélie Berger        |                        |
| 2021 | Yoachim Pieders     | Teresa Nollet         |                        |
| 2022 | François Moré       | Marie Poisquet        | Covoorzitterschap      |
| 2023 | Julien Debande      | Silke D'haemers       | Covoorzitterschap      |
| 2024 | Dietrich Rosiers    | Héloïse Leytens       | Covoorzitterschap      |
|      | Bart Jansen         | Héloïse Leytens       | Covoorzitterschap a.i. |
| 2025 | Esther Squilbeck    | Jinane Shami          | Covoorzitterschap      |

## Raad van Bestuur
De Raad van Bestuur omvat 8 bestuurders die worden verkozen op de Algemene Vergadering. De voorzitters komen bij de verkiezingen op als duo. De Raad van Bestuur is taalparitair samengesteld en mag voor niet meer dan de helft bestaan uit bestuurders van dezelfde taalgroep. Bij stakende stemmen heeft de voorzitter de doorslaggevende stem.
Het huidige bestuur onder het voorzitterschap van Esther Squilbeck en Jinane Shami is verkozen op de Algemene Vergadering van 26 april 2025.
| Functie         | Bestuurder         | Taalgroep  |
| --------------- | ------------------ | ---------- |
| Covoorzitter    | Esther Squilbeck   | Frans      |
| Covoorzitter    | Jinane Shami       | Nederlands |
| Financien       | Vincent Groteclaes | Duits      |
| Communicatie    | Inès Dehogne       | Frans      |
| Simulatie       | Louis Vermeire     | Nederlands |
| Schoolproject   | Louis Vandecauter  | Nederlands |
| Human Resources | Tiemen Verstappen  | Nederlands |
| Events & MIDA   | Camille Grosmangin | Frans      |

## Historie
Het idee van een jongerenparlement komt uit Québec (Canada). Daar werd in 1949 het Parlement Jeunesse de Québec" (PJQ) opgericht. De doelstelling van de oprichters was om jongeren kennis te laten maken met de parlementaire instellingen en democratie en zijn noodzakelijke procedures.
De vonk sloeg naar België over wanneer in 1993 voor het eerst een niet-Canadees, meer bepaald een Belg, bij het PJQ werd betrokken. Deze buitenlandse deelnemer beleefde blijkbaar de tijd van zijn leven in het jeugdparlement. Na zijn terugkeer naar Luik in België maakten zijn belevenissen indruk op aantal kameraden. Uit het enthousiasme ontsproot de vzw Parlement Jeunesse dat in 1997 de eerste editie van het Parlement Jeunesse de la Communauté Française (PJCF) organiseerde. Het werd een succes want in 2024 was het al voor de 27ste keer dat het PJCF georganiseerd werd.
Wie van de gemeenschapspolitiek geproefd heeft, wil ook weten hoe een federaal jongerenparlement smaakt. In 2007 kwamen een aantal deelnemers van het PJCF op het idee om een Jeugdparlement op federaal niveau in het leven te roepen. De ratio achter dit initiatief is tweeledig: enerzijds de slechte kennis van het parlementaire democratisch systeem bij jonge mensen en anderzijds de vaststelling dat de kloof tussen de jongeren uit de verschillende gemeenschappen die België rijk is steeds groter wordt.
Naar aanleiding van deze twee vaststellingen gingen een aantal oud-deelnemers van PJCF op zoek naar gemotiveerde Nederlandstalige leeftijdsgenoten. Samen richtten ze de vzw Jeugd Parlement Jeunesse ASBL op en gingen ze de uitdaging aan om in oktober 2008 voor het eerst een federale simulatie te organiseren. Het werd een uniek project waar een honderdtal jongeren uit Vlaanderen, Brussel en Wallonië de kans kregen om met elkaar in debat te treden rond verschillende maatschappelijke relevante onderwerpen en dit in het hart van de Belgische democratie.
In oktober - november 2008 kwamen voor het eerst een honderdtal jongeren samen in het hart van de Belgische democratie: de Senaat. Een week lang werd er gedebatteerd. Soms hevig, soms ludiek maar altijd met het nodige respect voor de ander. Er werd gepraat over de staatshervorming, een legaal statuut voor prostituees, het al dan niet verplichten van een burgerdienst en de herziening van de wetten rond de prenatale geneeskunde. Beide gemeenschappen deden hun best om de perikelen uit de 'échte' politieke wereld niet in de simulatie binnen te halen. Helaas was dat buiten de pers en een aantal andere parlementsleden gerekend die -gezien de actuele institutionele crisis- het debat lieten afdwalen naar een diepgaand debat tussen de gemeenschappen. Na 5 dagen debatteren en de daarbij behorende politieke moed werd een mooi compromis gevonden waar beide gemeenschappen zich konden in terug vinden.
Sinds 2008 heeft de vzw al 15 edities van de jaarlijkse parlementaire simulatie georganiseerd. Maar daar bleef het niet bij: in 2013 werd met ondersteuning van enkele ex-leden van het JPJ het Vlaams Jeugd Parlement gesticht. Deze vzw organiseerde sindsdien al verschillende parlementaire simulaties in het Vlaams Parlement.
Sinds 2017 zijn er evenementen georganiseerd. In 2019 organiseerde het JPJ voor het eerst het "Schoolproject", een eendaagse parlementaire simulatie met middelbare scholieren. In 2020 komt er nog een nieuw project bij: "Publiq", een nationaal welsprekendheidstoernooi. Inmiddels is dit project verzelfstandigd. In 2023 werd een diplomatieke simulatie georganiseerd met een Canadese organisatie en er wordt een jongerenproject opgezet voor 2024.